# Vincent Mauro
Vincent ("Vinnie") Mauro (23 oktober 1943) is een voormalig voetbalscheidsrechter uit de Verenigde Staten. Hij floot als FIFA-scheidsrechter van 1986 tot 1991 op het hoogste internationale niveau. Mauro was in 1990 onder meer actief op het WK voetbal in Italië, waar hij het groepsduel tussen België en Zuid-Korea leidde. Ook leidde hij wedstrijden op de Copa América 1989 en de Olympische Spelen in Seoul, Zuid-Korea.

## Interlands
| Datum      | Wedstrijd                                    | Uitslag | Competitie        | Kreeg geel | Kreeg voor de tweede keer geel en dus rood | Weggestuurd |
| ---------- | -------------------------------------------- | ------- | ----------------- | ---------- | ------------------------------------------ | ----------- |
| 02-02-1986 | Colombia – Jamaica                           | 6 – 2   | Vriendschappelijk | ?          | ?                                          | ?           |
| 17-05-1986 | Engeland – Mexico                            | 3 – 0   | Vriendschappelijk | ?          | ?                                          | ?           |
| 15-07-1988 | Canada – Polen                               | 1 – 2   | Vriendschappelijk | ?          | ?                                          | ?           |
| 18-09-1988 | Brazilië – Nigeria                           | 4 – 0   | Olympische Spelen | 2          | 0                                          | 0           |
| 03-12-1988 | Koeweit – Bahrein                            | 0 – 0   | Azië Cup          | ?          | ?                                          | ?           |
| 09-12-1988 | Saoedi-Arabië – Bahrein                      | 1 – 1   | Azië Cup          | ?          | ?                                          | ?           |
| 14-12-1988 | Zuid-Korea – China                           | 2 – 1   | Azië Cup          | 5          | 0                                          | 1           |
| 05-07-1989 | Peru – Venezuela                             | 1 – 1   | Copa América      | ?          | ?                                          | ?           |
| 09-07-1989 | Brazilië – Paraguay                          | 2 – 0   | Copa América      | ?          | ?                                          | ?           |
| 21-10-1989 | Saoedi-Arabië – Verenigde Arabische Emiraten | 0 – 0   | WK-kwalificatie   | 3          | 0                                          | 1           |
| 28-10-1989 | Qatar – China                                | 2 – 1   | WK-kwalificatie   | ?          | ?                                          | ?           |
| 02-02-1990 | Uruguay – Colombia                           | 2 – 0   | Vriendschappelijk | 1          | 0                                          | 1           |
| 04-02-1990 | Verenigde Staten – Colombia                  | 1 – 1   | Vriendschappelijk | ?          | ?                                          | ?           |
| 24-02-1990 | Verenigde Staten – Sovjet-Unie               | 1 – 3   | Vriendschappelijk | ?          | ?                                          | ?           |
| 12-06-1990 | België – Zuid-Korea                          | 2 – 0   | WK-eindronde      | 1          | 0                                          | 0           |